# اللجان الأوليمبية العربية
هي اللجان الأوليمبية الأهلية التي تتواجد في الدول العربية الأعضاء في اللجنة الأوليمبية الدولية شيء. ويتم تأسيس هذه اللجان طبقًا للمبادئ الأساسية للنظام الأوليمبي ويكون لها كيان قانوني. وتتفق أهداف اللجان الأوليمبية العربية مع أهداف اللجنة الأوليمبية الدولية. فهي تعمل على تربية الشباب عن طريق الرياضة على روح التفاهم والصداقة فيما بينهم، وتعمل على تنمية الصفات البدنية والخلقية، التي هي أساس الرياضة، وتؤكد على تطوير الحركة الأوليمبية والرياضة وحمايتها في الدولة. واللجان الأوليمبية العربية هي الجهة الوحيدة في الدولة التي تكون مسؤولة عن تمثيلها في الدورات الأوليمبية، وفي النشاطات التي تقام تحت رعاية الجنة الأوليمبية الدولية. وطبقًا للنظام الأوليمبي للجنة الأوليمبية الدولية تتولى اللجان الأوليمبية الأهلية اتخاذ الإجراءات الضرورية لتنظيم الدورات الأوليمبية الصيفية أو الشتوية وغيرها في حالة إقامتها في بلدها. وتتمتع اللجان الأوليمبية الأهلية بالاستقلال الذاتي، وتعمل على مقاومة جميع الضغوط بكافة أنواعها، سواء كانت سياسية أم دينية أم اقتصادية. ويجوز لها التعاون مع هيئات خاصة أو حكومية في سبيل تحقيق أهدافها، إلا أنه لايجوز لها أن ترتبط بأي اتجاهات متعارضة مع مبادئ الحركة الأوليمبية، أو خارجة على قوانين اللجنة الأوليمبية الدولية. وتضم اللجان الأوليمبية الأهلية في عضويتها أعضاء اللجنة الأوليمبية في البلد، وجميع الاتحادات الأهلية للرياضات المدرجة في البرنامج الأوليمبي على ألا يقل عددها عن خمسة. ويكون لكل لجنة اسم وعلم وشارة خاصة بها تقرها اللجنة الأوليمبية الدولية. وتوجد اللجان الأوليمبية العربية في كل من الأردن، ودولة الإمارات العربية المتحدة، والبحرين، وتونس، والجزائر، وجيبوتي، والسعودية، والسودان، وسوريا، والصومال، والعراق، وسلطنة عُمان، وفلسطين، وقطر، والكويت، ولبنان، وليبيا، ومصر، والمغرب، وموريتانيا، واليمن. وتتعاون اللجان الأوليمبية العربية مع اللجنة الأوليمبية الدولية في القيام برسالتها عن طريق برنامج التضامن الأوليمبي. وقد نظمت اللجنة الأوليمبية العربية السعودية اليوم الأوليمبي الأول المشترك لدول مجلس التعاون الخليجي في الثاني عشر من شعبان 1405هـ/ الثاني من مايو 1985م بالرياض بالمملكة العربية السعودية، وكان الهدف من تنظيم هذا اليوم التعريف بالحركة الأوليمبية، ودعم الالتزام بمبادئها، والتعريف بنشاطاتها في دول المجلس. ويتضمن هذا اليوم ندوة عن الحركة الأوليمية وفلسفتها، برئاسة ممثل عن اللجنة الأوليمبية الدولية، وتكريم رؤساء اللجان الأوليمبية الأهلية في دول مجلس التعاون الخليجي.